# Fejervarya multistriata
Fejervarya multistriata är en groddjursart som först beskrevs av Hallowell 1861.  Fejervarya multistriata ingår i släktet Fejervarya och familjen Dicroglossidae. IUCN kategoriserar arten globalt som otillräckligt studerad. Inga underarter finns listade i Catalogue of Life.